# ラウル・アマリージャ
ラウル・アマリージャ（Raúl Vicente Amarilla Vera、1960年7月19日 - ）は、パラグアイ・ルケ出身の元サッカー選手。選手時代のポジションはフォワードであり、189cmの長身を生かしたヘディングを最大の武器としていた。息子のラウル・アマリージャ・ロメロもサッカー選手である。パラグアイでは国民的英雄で、パラグアイのジーコとも呼ばれていた。妻は元パラグアイ代表のフリオ・セサル・ロメロの妹。

## 経歴

### 選手時代
パラグアイ、スペインの二重国籍を持ち、本来の母国であるパラグアイ代表入りを目指したが レアル・サラゴサ在籍時にスペインU-21代表として公式戦に出場していたため、当時の国際サッカー連盟の規定によりパラグアイ代表としてプレーすることができなかった。1984-85シーズン途中から1988年まではスペインのFCバルセロナでプレーし、リーガ優勝やスペイン国王杯優勝を経験した。
1989年には通算10ゴールをあげてオリンピア・アスンシオンのリベルタドーレス杯決勝進出に貢献、決勝では敗れた。一時メキシコのクラブ・アメリカへ移籍していたため、翌年のリベルタドーレス杯では2次ラウンドからオリンピアに複帰、5試合6得点、出場した試合全てでゴールを決め、リベルタドーレス杯の優勝に貢献し、南米年間最優秀選手賞を受賞。同年12月のトヨタカップで訪日し、イタリアのACミランと対戦した（試合は0-3でオリンピアの敗退）。
1993年から日本の横浜フリューゲルスに入団し、11月13日の清水エスパルス戦でJリーグ初ゴール、当初それ程実力を発輝出来ずにいたが、第73回天皇杯全日本サッカー選手権大会では実力を見せ、1994年1月1日、決勝の鹿島アントラーズ戦では延長戦に入り2ゴールを決め、チーム初タイトルに貢献した。1994年シーズンは開幕からゴールを量産して得点王トップに立ち、得点王を狙える位置にいたが、恥骨結合炎を発症し、後期開幕を前に引退を決断した。Jリーグでは26試合15ゴールの成績を残した。

### 引退後
引退後はサッカー指導者となり、スポルティボ・サン・ロレンソ、タクアリーFC、スポルティボ・ルケーニョなどのクラブを指導。2006年にドイツで開催された2006 FIFAワールドカップの際にはウルグアイ人監督のアニバル・ルイスの下でアシスタントコーチを務め、ルイスの退任後はヘラルド・マルティーノに引き継ぐまでの間、暫定監督を務めた。
その後はサッカーとは距離を置き、アルト・パラナ県のスポーツ長官を務めた。2017年9月に古巣のオリンピアに復帰すると、2020年時点では同クラブのスポーツマネージャーを務めている。

## 個人成績
| 国内大会個人成績 | 国内大会個人成績 | 国内大会個人成績 | 国内大会個人成績 | 国内大会個人成績 | 国内大会個人成績 | 国内大会個人成績 | 国内大会個人成績 | 国内大会個人成績 | 国内大会個人成績 | 国内大会個人成績 | 国内大会個人成績 |
| 年度             | クラブ           | 背番号           | リーグ           | リーグ戦         | リーグ戦         | リーグ杯         | リーグ杯         | オープン杯       | オープン杯       | 期間通算         | 期間通算         |
| 年度             | クラブ           | 背番号           | リーグ           | 出場             | 得点             | 出場             | 得点             | 出場             | 得点             | 出場             | 得点             |
| 日本             | 日本             | 日本             | 日本             | リーグ戦         | リーグ戦         | リーグ杯         | リーグ杯         | 天皇杯           | 天皇杯           | 期間通算         | 期間通算         |
| ---------------- | ---------------- | ---------------- | ---------------- | ---------------- | ---------------- | ---------------- | ---------------- | ---------------- | ---------------- | ---------------- | ---------------- |
| 1993             | 横浜F            | -                | J                | 7                | 3                | 4                | 0                | 5                | 3                | 16               | 6                |
| 1994             | 横浜F            | -                | J                | 19               | 12               | 0                | 0                | -                | -                | 19               | 12               |
| 通算             | 日本             | 日本             | J                | 26               | 15               | 4                | 0                | 5                | 3                | 35               | 18               |
| 総通算           | 総通算           | 総通算           | 総通算           | 26               | 15               | 4                | 0                | 5                | 3                | 35               | 18               |

その他の公式戦
- 1994年
  - スーパーカップ 1試合0得点

## タイトル

### クラブ

#### バルセロナ
- プリメーラ・ディビシオン: 1984-85
- コパ・デル・レイ: 1987-88

#### オリンピア
- リーガ・パラグアージャ: 1988、1993
- コパ・リベルタドーレス: 1990
- スーペルコパ・スダメリカーナ: 1990

#### 横浜フリューゲルス
- 天皇杯全日本サッカー選手権大会: 1994

### 個人
- リーガ・パラグアージャ得点王: 1998
- コパ・リベルタドーレス得点王: 1989
- 南米年間最優秀選手賞: 1990